# Praça Alonso de Fonseca
A Praça Alonso de Fonseca é uma praça medieval localizada no centro histórico da cidade de Pontevedra (Espanha), em frente à Basílica de Santa Maria Maior.

## Origem do nome
A praça tem o nome do arcebispo Alonso de Fonseca, nomeado pároco da antiga igreja de Santa Maria de Pontevedra no início do século XVI, durante a época do Renascimento. Alonso de Fonseca encorajou a construção, financiada pelo Grémio dos Marinheiros, da nova Basílica de Santa Maria, que conserva um brasão de armas com as cinco estrelas da família Fonseca na cabeceira.

## História
Na Idade Média, Pontevedra tinha uma praça dentro das muralhas primitivas, junto a uma das igrejas mais importantes da cidade, uma igreja românica que foi substituída séculos mais tarde pela Basílica de Santa Maria Maior. Este lugar, localizado no ponto mais alto do centro histórico, foi o núcleo da antiga Pontevedra, onde a cidade nasceu. Esta praça era um espaço aberto conhecido como Praça da Eyra ou Campo da Eyra desde o século XIII.
Na Pontevedra da Baixa Idade Média, a praça tornou-se o adro e o cemitério da igreja de Santa Maria. Mais tarde, esta praça foi o local de encontro da Confraria do Corpo Santo (fundada no século XIII), do Grémio dos Marinheiros, cujo trabalho financiou a construção da Basílica de Santa Maria Maior. A construção da nova basílica mudou radicalmente o aspecto da praça, que estava dominada pela presença da igreja, da Casa Reitoral e da fortaleza e das torres arquiepiscopais. Em 1778, foi aberta uma janela lateral na fortaleza arquiepiscopal com vista para a praça de Santa Maria. Em 1873 as torres dos Arcebispos foram demolidas, mudando o aspecto da área em redor da praça.
Em 1954 (depois de ter estado situado em vários locais nos arredores), foi instalado no centro da praça um cruzeiro gótico flamejante do século XVI da antiga capela de Santiago do Burgo, que se encontrava antes da sua demolição junto à ponte do Burgo.
A praça foi conhecida durante séculos como Praça de Santa Maria até 1950, quando recebeu o nome do Arcebispo Alonso de Fonseca em reconhecimento do seu trabalho na cidade.

## Descrição
É uma praça triangular de forma irregular, situada no topo de uma colina na cidade velha, e é pedonal como o resto do centro histórico da cidade. É pavimentada e conserva a atmosfera medieval de outrora.
Está dominada pela fachada sul da Basílica de Santa Maria Maior, na qual se encontra a entrada habitual para a igreja. Do lado leste da praça encontra-se a Casa Reitoral de Santa Maria.
A praça é presidida no centro por um cruzeiro do século XVI. Na parte superior do fuste, em forma quadrangular, estão o brasão de Pontevedra, o brasão do arcebispo Alonso de Fonseca, duas âncoras entrelaçadas e uma concha de vieira. É superado por uma cruz gótica flamejante com pétalas de flores nas extremidades, com Cristo de um lado e a Virgem e o Menino do outro. Ao pé da cruz estão quatro figuras, incluindo o apóstolo São Tiago,  e era tradição para as mulheres grávidas rezarem antes da cruz, ao lado da ponte do Burgo, depois de verterem água do rio sobre as suas barrigas. Um fuste e um pedestal com degraus foram acrescentados à cruz em 1950.
A seguir à praça estava o Eirado das Torres Arquiepiscopais (actual Avenida Santa Maria), onde existe uma fonte de desenho francês do século XIX, datada de 1887. No local onde foram demolidas as Torres Arquiepiscopais encontra-se a mansão das Mendoza, concluída em 1880, e a mansão da antiga Clínica de Santa Maria, construída em 1945. O Eirado das Torres tinha uma função defensiva, a de prevenir os danos causados pela artilharia inimiga.

## Edifícios notáveis
A fachada sul da Basílica de Santa Maria Maior destaca-se na praça. A construção da basílica foi financiada pela poderosa confraria do Grémio dos Marinheiros, que vivia no bairro da Moureira, no sopé da sua fachada. A basílica data do século XVI e foi construída num estilo gótico e renascentista tardio, com influências manuelinas. A fachada principal, em estilo Plateresco, é obra de Cornielles da Holanda e do português João Nobre e é o melhor exemplo de um retábulo de pedra na Galiza. A fachada sul, de frente para a praça, é notável pela sua traceria gótica muito trabalhada e pelos seus relevos didácticos com cenas da história sagrada e fábulas, bem como representações da cidade e das suas muralhas. O interior é notável pelas suas abóbadas em cruzaria em forma de trevo de quatro folhas. A basílica é chamada a pérola da arte galega pela pureza dos seus elementos góticos. Junto à entrada, na fachada sul, encontra-se o Cristo da Boa Viagem, a quem os marinheiros costumavam rezar antes de zarparem.
No lado leste da praça encontra-se a Casa Reitoral de Santa Maria. É uma casa renascentista datada do século XVI e contemporânea da Basílica de Santa Maria Maior. Era originalmente uma casa-torre que fazia parte do primeiro complexo defensivo e religioso em Pontevedra. A porta tem um arco de volta perfeita com cinco grandes aduelas típicas do Renascimento, e um brasão na aduela central com as armas da família Menelau ou Menelao. Na fachada da casa, uma inscrição recorda que Alonso de Fonseca viveu na cidade: A Don Alonso de Fonseca 1473-1534, Cura de esta feligresía, Arzobispo de Santiago y de Toledo, Patrono magnífico de Ciencias, Letras y Artes. La ciudad de Pontevedra de la que fue confesor. Año MCMLIX. ("A Dom Alonso de Fonseca 1473-1534, sacerdote desta paróquia, arcebispo de Santiago de Compostela e Toledo, magnífico patrono das ciências, letras e artes. A cidade de Pontevedra, de quem foi confessor. Ano MCMLIX").
No lado oeste da praça encontra-se uma casa barroca do século XVIII, cujas portas e janelas do rés-do-chão estão separadas por pilastras com capitéis clássicos.

## Galeria

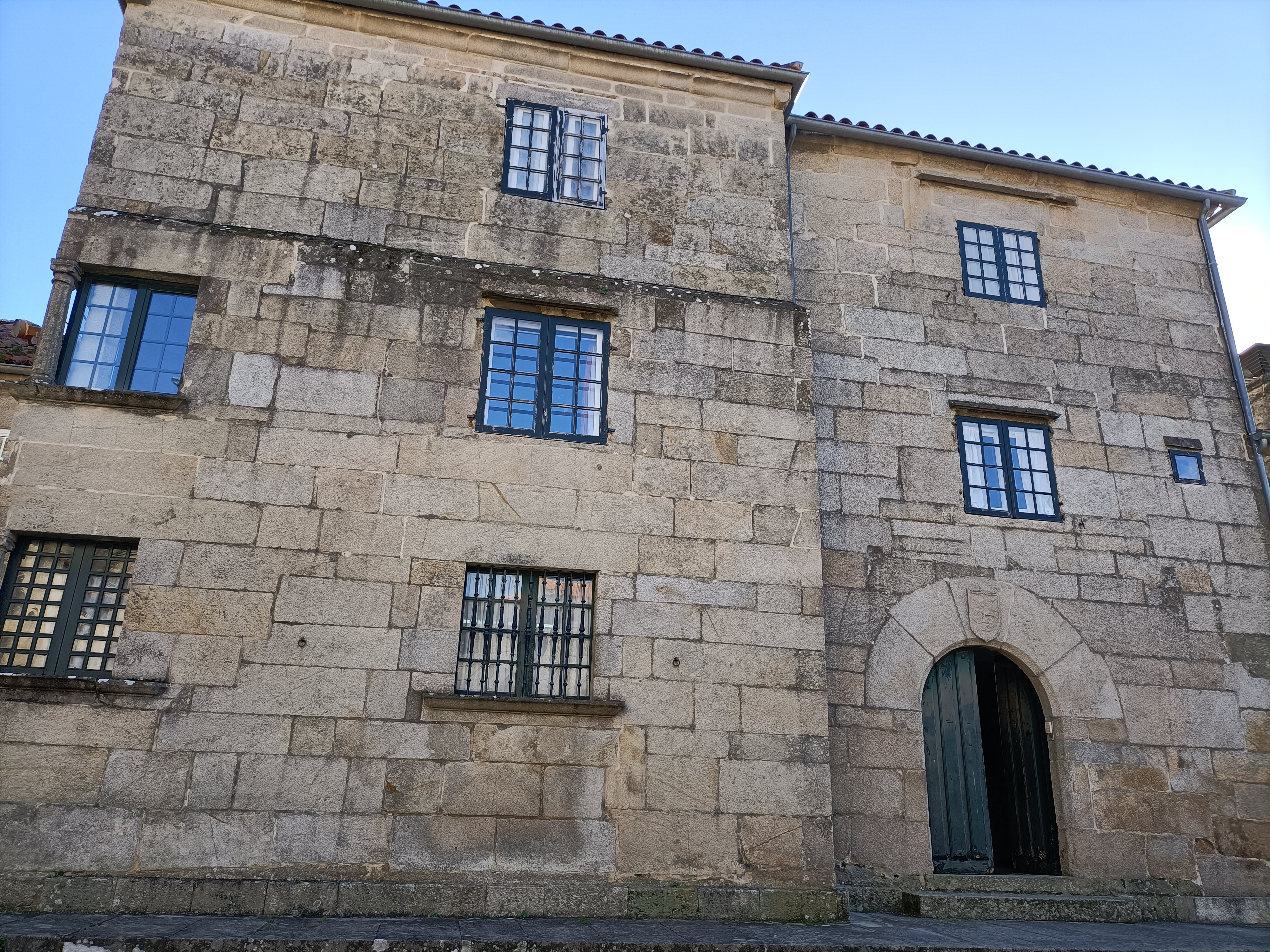
Casa reitoral renascentista do século XVI
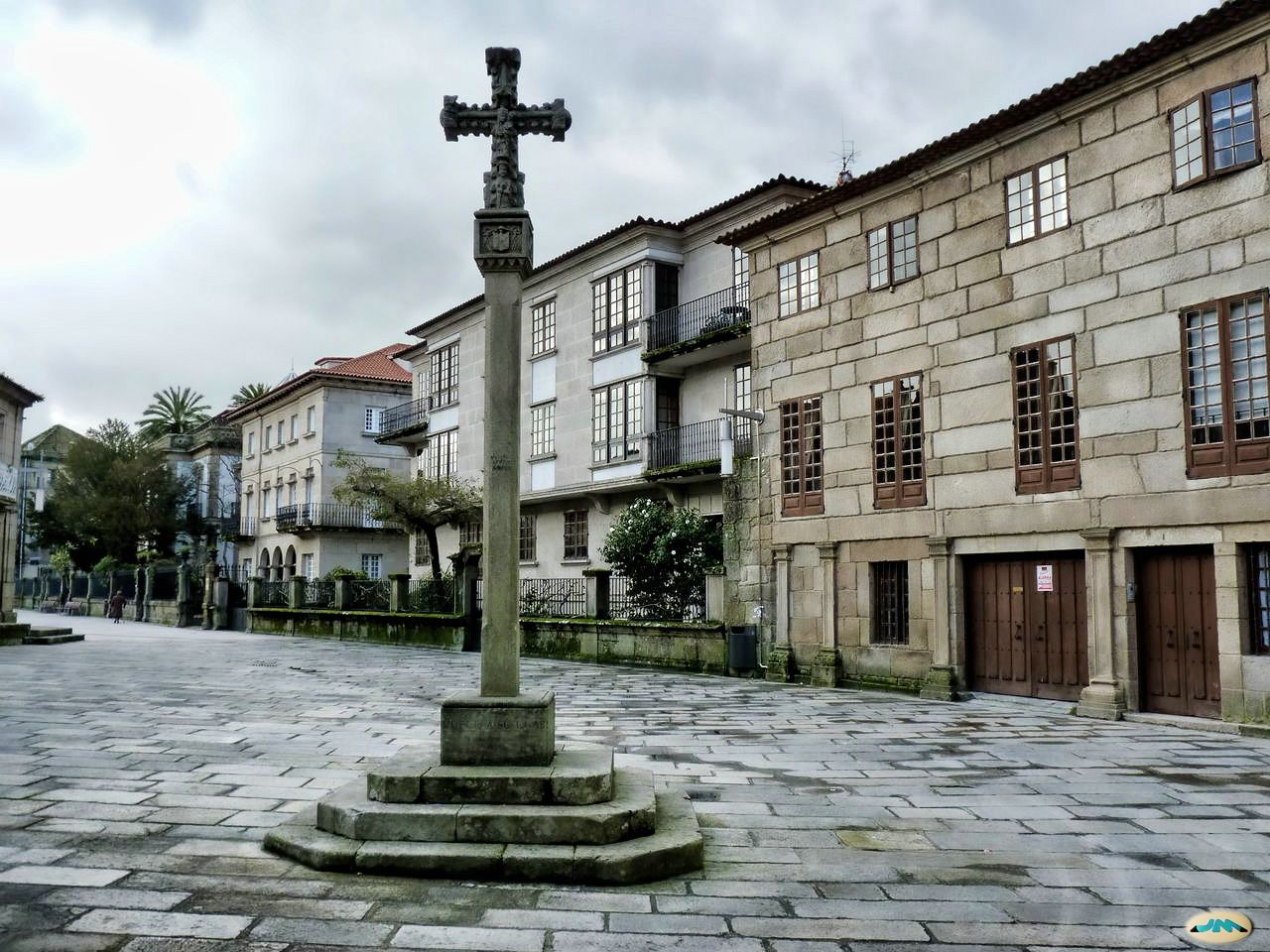
O cruzeiro do século XVI no centro da praça
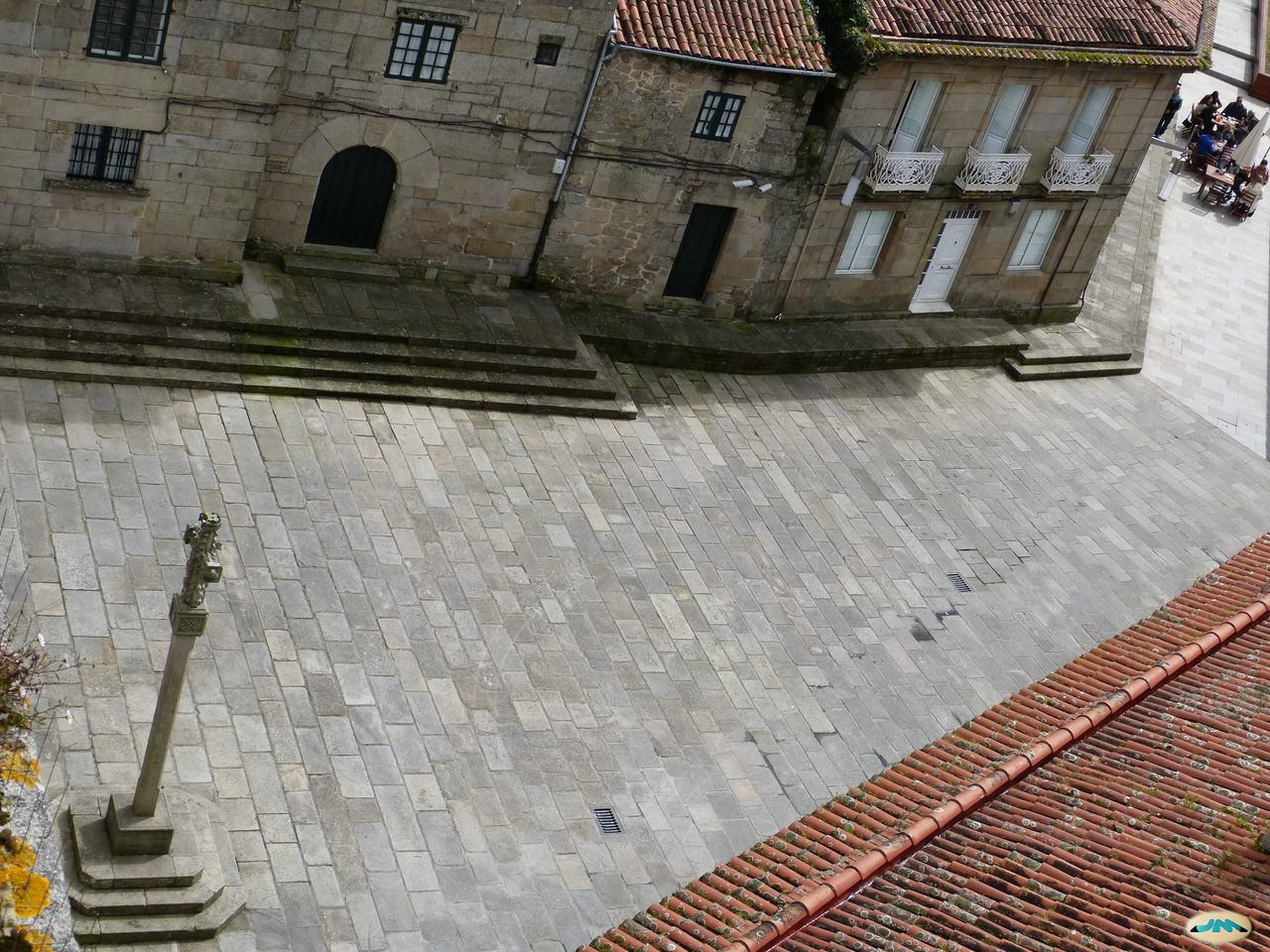
A praça vista do campanário da Basílica de Santa Maria Maior
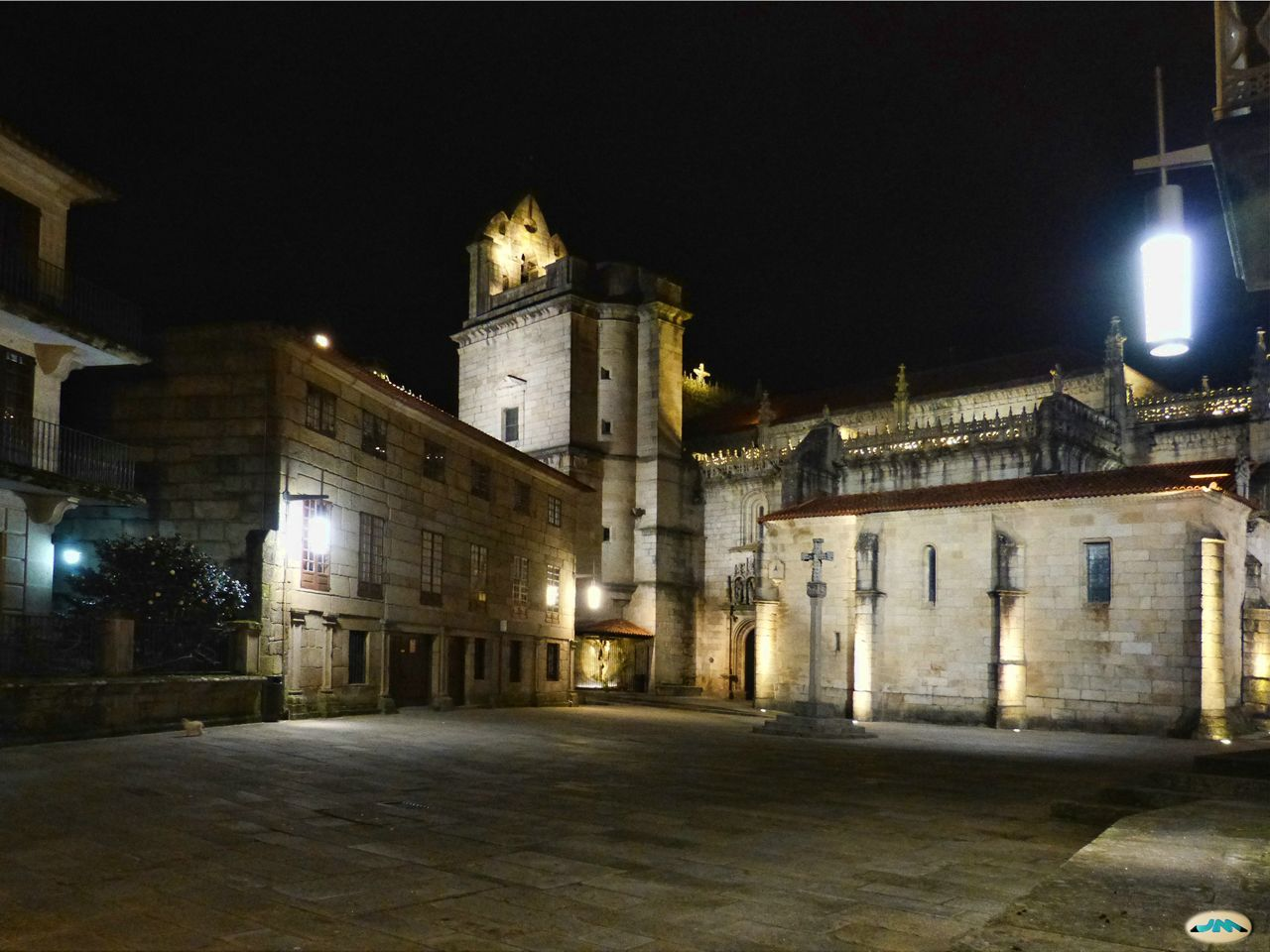
A praça à noite
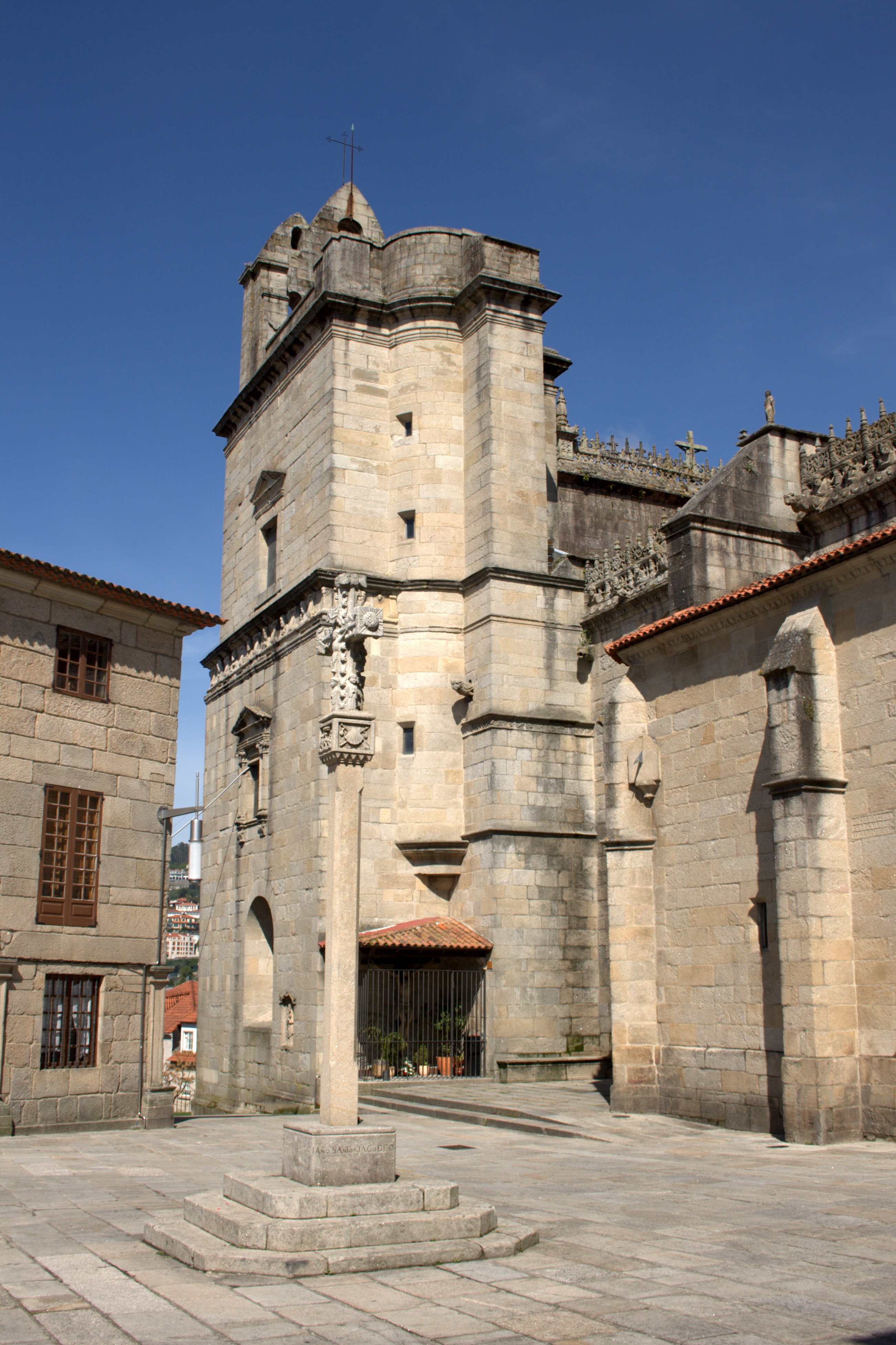
Cruzeiro e fachada sul da basílica
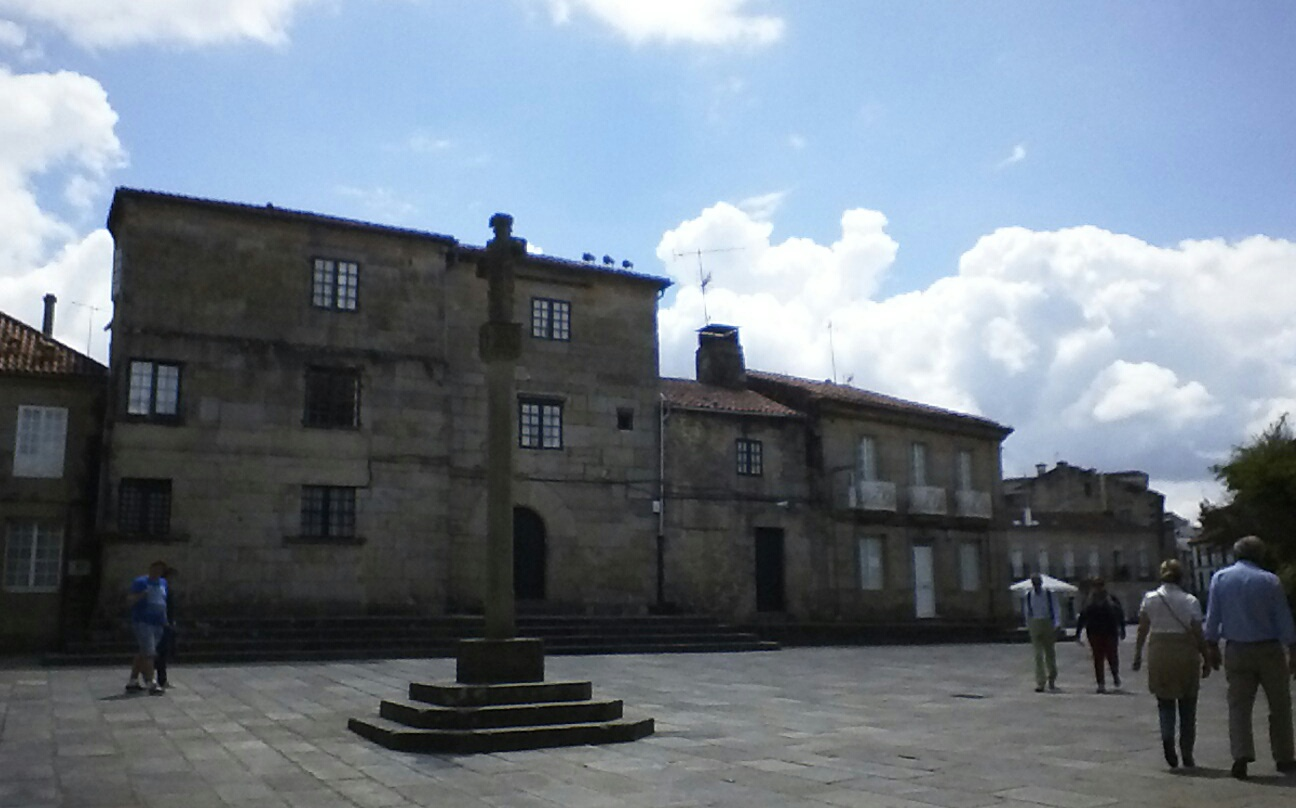
Cruzeiro em frente à Casa Reitoral
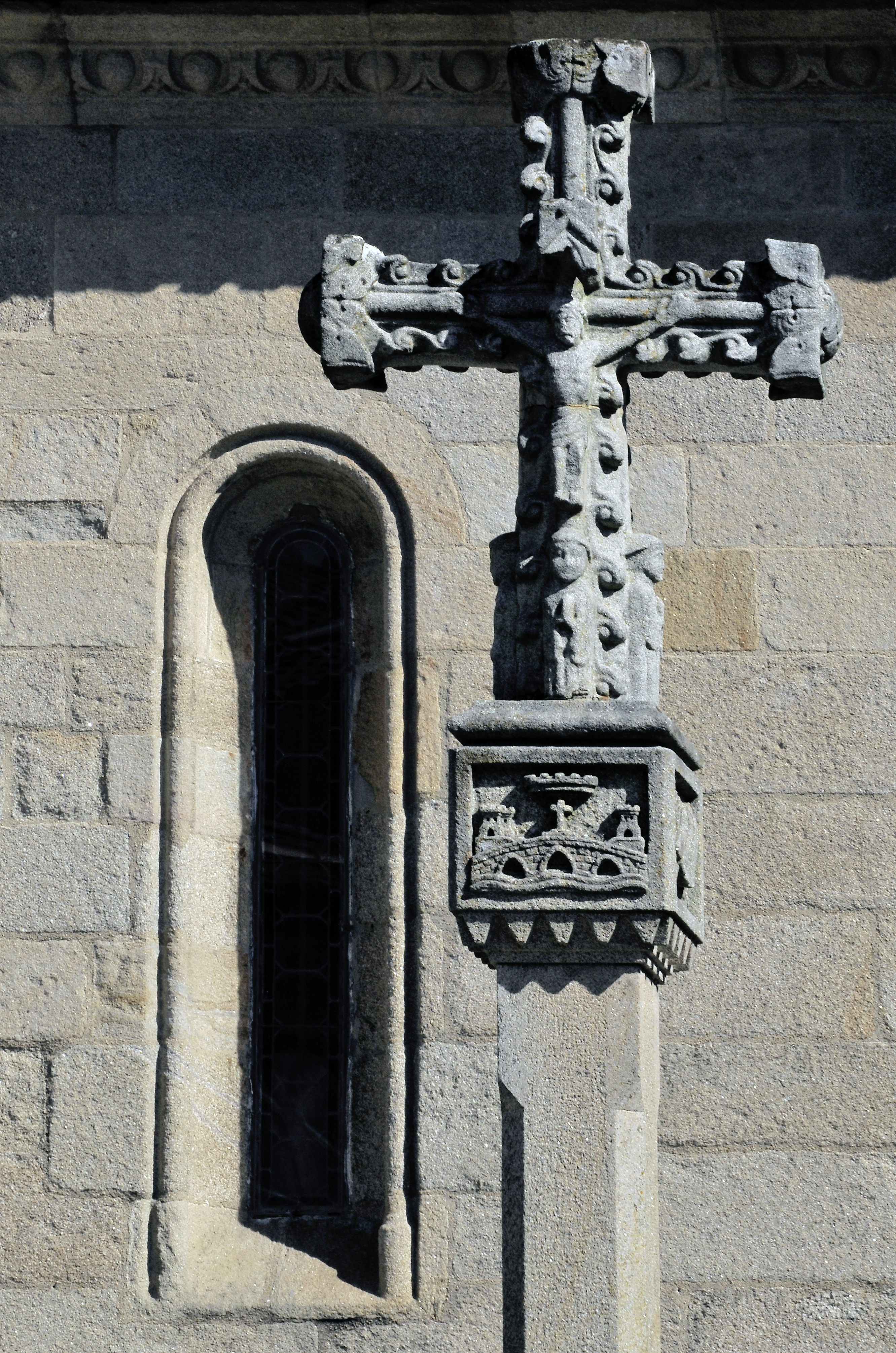
Cruzeiro gótico flamejante
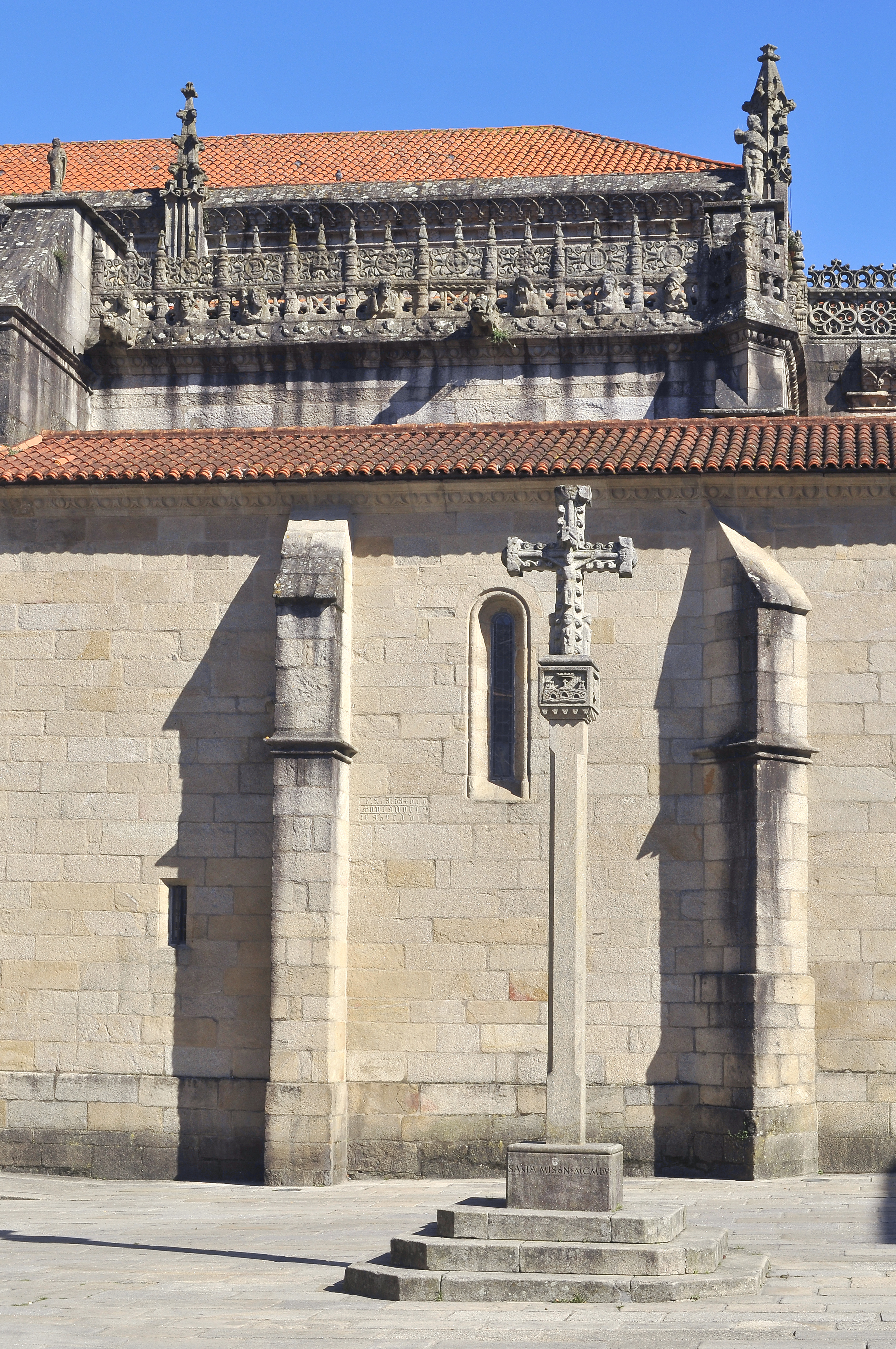
Traceria gótica da Basílica de Santa Maria Maior
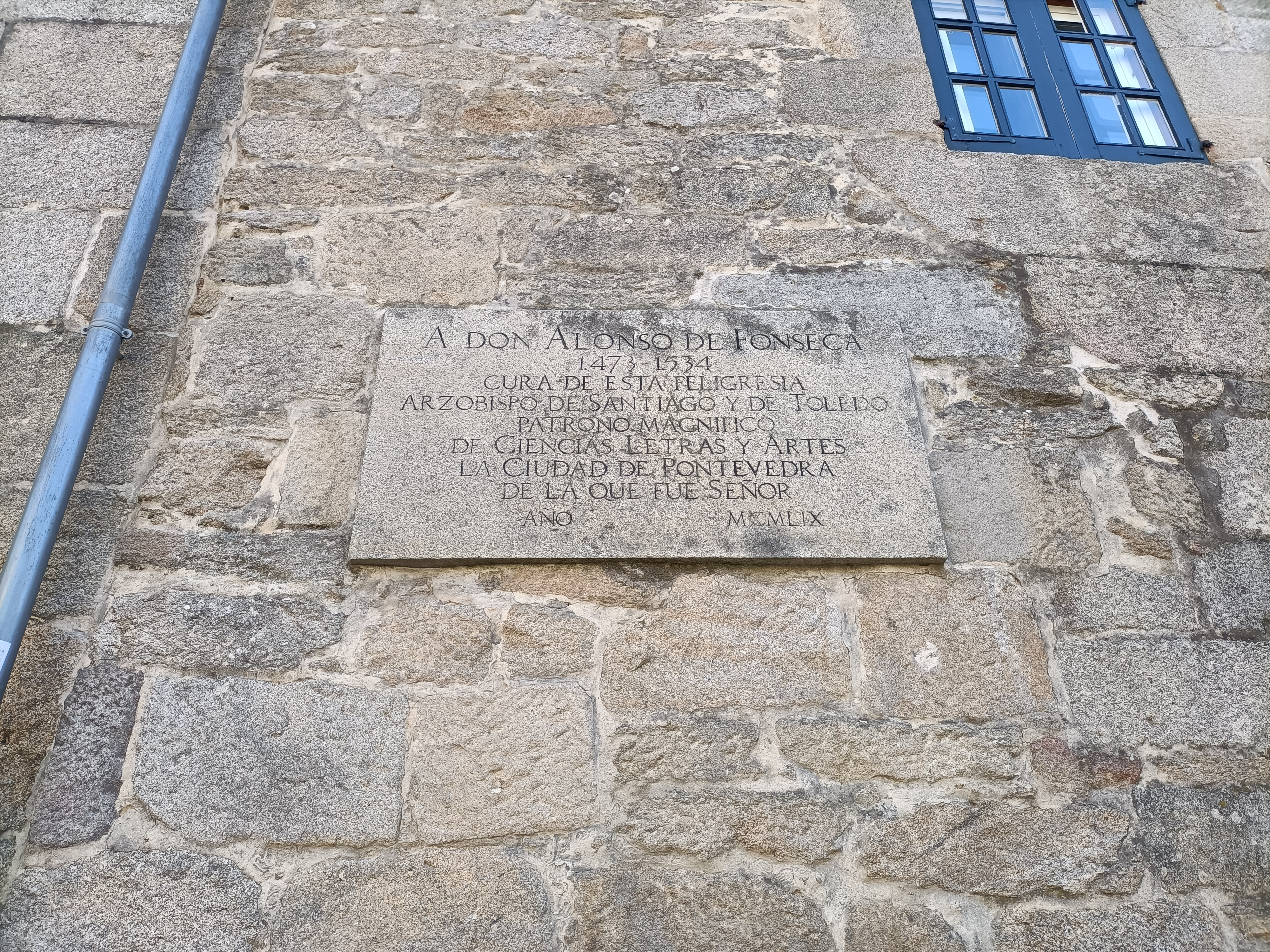
Placa dedicada a Alonso de Fonseca na praça

### Artigos relacionados
- Centro histórico de Pontevedra
- Basílica de Santa Maria Maior